# Polýgyros (ort)
Polýgyros (Polygyros) är en ort i Grekland.   Den ligger i prefekturen Nomós Ioannínon och regionen Epirus, i den nordvästra delen av landet, 300 km nordväst om huvudstaden Aten. Polýgyros ligger 1 005 meter över havet och antalet invånare är 128.
Terrängen runt Polýgyros är huvudsakligen kuperad, men åt sydost är den bergig. Polýgyros ligger uppe på en höjd.Runt Polýgyros är det glesbefolkat, med 11 invånare per kvadratkilometer. Närmaste större samhälle är Ioánnina, 18,7 km nordost om Polýgyros. I omgivningarna runt Polýgyros växer i huvudsak blandskog.